# E840
E840 eller Europaväg 840 är en europaväg som går från Sassari på Sardinien i Italien till närheten av Civitavecchia på Italiens fastland. Längd 105 km exklusive färjan.

## Sträckning
Sassari - Olbia - (färja) - Civitavecchia - korsning med E80

## Standard
Vägen är landsväg hela sträckan. Färjan tar 3-4 timmar, flera avgångar dagligen.

## Anslutningar till andra europavägar
- E25
- E80